# Mălușteni
Mălușteni est une commune roumaine située dans le județ de Vaslui.